# Poesía (revista)
Poesía es una revista literaria aparecida 1971 en la ciudad venezolana de Valencia (Venezuela) y publicada por la editorial de la Universidad de Carabobo. Ese primer número, dirigido por Alejandro Oliveros tuvo como fin de servir de órgano de proyección poética y crítica para quienes la impulsaron: Reynaldo Pérez Só, Eugenio Montejo y Teófilo Tortolero. 
La revista se basa en formatos existentes como Poetry y Revista Poesía de Buenos Aires, el diseño de ese primer número se debe a  Fritz Küper, sobria y rigurosamente esencial, su afán es mantener traducciones y textos originales muchas veces no publicados y enviados expresamente a la revista por sus autores. Dicha publicación sirvió a varios propósitos, entre ellos el de acercar al público lector a autores menos conocidos en este ámbito literario, Poesía sirvió además a la divulgación de un proyecto estético silencioso y abstraído, a despecho de los "manifiestos" y grupos literarios en boga en los años 1970, la revista fue un "manifiesto" inmanifiesto del grupo valenciano. 
Esta publicación resalta en especial por ser una revista especializada en Poesía que se ha mantenido publicando por más de medio siglo.

## Dirección de la Revista
- Desde el número 1 al 9 (julio de 1971), la revista aparece con un solo director: Alejandro Oliveros.
- Desde el número 10/11 (enero-abril, 1973) la revista aparece con un equipo de redacción: A. Oliveros y Eugenio Montejo.
- Desde el número 23 (marzo-abril, 1975), se incorpora a la redacción Reynaldo Pérez Só.
- Desde el número 42 (mayo-junio, 1978), la redacción aparece a cargo de Alejandro Oliveros y R. Pérez So.
- Desde el número 66 (15 de febrero de 1987), dirige la revista Reynaldo Pérez Só.
- Desde el número 130 (junio-julio, 2001), dirige la revista Adhely Rivero y Carlos Osorio Granado es el Sub director.
- Su último número impreso publicado fue el 159 (abril-septiembre, 2014) y para ese momento era dirigida por Víctor Manuel Pinto quien sigue dirigiendo ahora la versión online.

## Evolución
Se distinguen dos etapas a lo largo de la historia de la revista que fueron la dirección de Oliveros y la dirección de Pérez So. Esto significa cambios de visión y en la naturaleza del contenido. La primera etapa desde 1971 serviría como condensador de un periodo dedicado a la poesía europea, norteamericana y latinoamericana (fundamentalmente Argentina, Colombia y Venezuela). Después de la transición Oliveros-Perez So, la revista desde el número 42 (1978) comienza a orientarse a Brasil, África, Japón, Antologías y números monográficos de poesía "Marginal" haciendo referencia a la poesía olvidada. En esta segunda etapa, se va haciendo prominente la importancia dada por la revista a América Latina. Así las colaboraciones de Centroamérica y el resto de países de América dan un relieve de su quehacer poético y crítico.
El poeta chileno Tomás Cohen se refirió a la revista destacando: "...ha relacionado a intelectuales del mundo con Venezuela, constituyéndose en una de las revistas de poesía y teoría poética más relevantes del idioma español".
A partir del año 2015, cambia el formato de impreso a publicación online en http://poesia.uc.edu.ve/

## Proyección
La revista Poesía pretende dar una visión de conjunto de la poesía venezolana, latinoamericana y mundial de las últimas décadas. Surgió en la necesidad de renovar y refrescar el quehacer poético venezolano a partir de los años setenta. Ha formado a las nuevas generaciones de lectores y creadores de poesía. Este estilo ha persistido en tanto claridad del pensamiento y el trabajo poéticos de sus fundadores y redactores. Por supuesto, en la devoción y consecuencia de sus lectores descansa también su larga trayectoria.
La revista ha contribuido a la configuración de la poesía venezolana de los últimos siete lustros. No sólo el conjunto de poetas fundadores y redactores, entre los que destacan Reynaldo Pérez Só, Alejandro Oliveros, Teófilo Tortolero, Eugenio Montejo, Adhely Rivero, Carlos Osorio Granado, Luis Alberto Angulo, Enrique Mujica y más recientemente Sergio Quitral y Víctor Manuel Pinto. 